# Antachara romfeldi
Antachara romfeldi là một loài bướm đêm trong họ Noctuidae.